# Nymphaea ampla
Nymphaea ampla es una especie de planta con flores de la familia Nymphaeaceae. Es originaria de Texas, Florida, México, América Central, el Caribe y el norte y oeste de América del Sur. El recuento de cromosomas es n = 14. El tamaño del genoma es 772,62 Mb. El genoma del cloroplasto tiene una longitud de 159879 pb.

## Significado cultural
Nymphaea ampla está ampliamente representada en el arte maya, especialmente en sus representaciones con jaguares y reyes mayas. Su importancia cultural se puede ver en uno de los nombres mayas de la planta; nikte’ha’ ("vulva del agua"), ya que habría representado la vida, la actividad sexual, la fertilidad y el nacimiento. La planta causa efectos similares a los opiáceos en el usuario y se sabe que se ha utilizado como calmante e inductor suave del trance.